# Dila Gori
SK Dila Gori (gruz. სკ დილა გორი) – gruziński klub piłkarski z siedzibą w Gori.

## Historia
Chronologia nazw:
- 1949: Dinamo Gori (gruz. სკ დინამო გორი, ros. «Динамо» (Гори))
- 1961: Dila Gori (gruz. სკ დილა გორი, ros. «Дила» (Гори))

Klub został założony w 1949 jako Dinamo Gori. W 1961 przyjął obecną nazwę Dila Gori. W 1966 klub debiutował w Klasie B, strefie 4 Mistrzostw ZSRR. Do 1989 występował we Wtoroj Lidze ZSRR.
W 1990 startował w Umaglesi Liga. W sezonie 2007/08 zajął 14. miejsce i spadł do Pirveli Liga.

## Sukcesy
- Wtoraja Liga ZSRR, strefa zakaukaska:

mistrz: 1969
- Mistrzostwa Gruzji:

mistrzostwo: 2014/15
2. miejsce:
3. miejsce: 2015/16, 2020, 2021, 2022, 2024
- Puchar Gruzji:

zdobywca: 2011/12
finalista:
Superpuchar Gruzji:

zdobywca:
finalista: 2012, 2015

## Skład na sezon 2015/2016
| Nr | Poz. | Piłkarz              |
| -- | ---- | -------------------- |
| 1  | BR   | Dawit Legaszwili     |
| 2  | OB   | Dawid Churcilawa     |
| 3  | PO   | Giorgi Papawa        |
| 5  | PO   | Guga Palawandiszwili |
| 7  | PO   | Luka Razmadze        |
| 10 | NA   | Giorgi Czelebadze    |
| 13 | OB   | Ałan Bagajew         |
| 14 | NA   | Islam Maszukow       |
| 15 | NA   | Irakli Modebadze     |
| 16 | OB   | Dato Kwirkwelia      |
| 19 | PO   | Giorgi Eristawi      |

| Nr | Poz. | Piłkarz              |
| -- | ---- | -------------------- |
| 20 | PO   | Irakli Dzaria        |
| 21 | OB   | Teimuraz Ghonghadze  |
| 22 | OB   | Ilia Lomidze         |
| 27 | OB   | Giwi Karkuzaszwili   |
| 30 | BR   | Micheil Mudżriszwili |
| 33 | OB   | Gulwerd Tomaszwili   |
| 35 | PO   | Roman Achalkatsi     |
| 49 | OB   | Aleksandr Kwachadze  |
| 70 | PO   | Giorgi Samcharadze   |
| 90 | PO   | Mate Kwirkwia        |
| 99 | NA   | Otar Marcwaladze     |

## Europejskie puchary
Legenda do wszystkich tabel:
- Q – runda eliminacyjna, 1/16, 1/8, 1/4, 1/2 – odpowiednia faza rozgrywek, Grupa – runda grupowa, 1r gr – pierwsza runda grupowa, 2r gr – druga runda grupowa, F – finał, R – runda, PO – play-off
- k. – rzuty karne, los. – losowanie, Dogr. – dogrywka, w. – zasada bramek strzelonych na wyjeździe

| Sezon   | Rozgrywki               | Runda | Klub                       | Dom | Wyjazd | Ogólnie     |
| ------- | ----------------------- | ----- | -------------------------- | --- | ------ | ----------- |
| 2004    | Puchar Intertoto        | 1Q    | Marek Dupnica              | 0–2 | 0–0    | 0–2         |
| 2012/13 | Liga Europy             | 2Q    | Aarhus GF                  | 3–1 | 2–1    | 5–2         |
| 2012/13 | Liga Europy             | 3Q    | Anorthosis Famagusta       | 0–1 | 3–0    | 3–1         |
| 2012/13 | Liga Europy             | PO    | CS Marítimo                | 0–2 | 0–1    | 0–3         |
| 2013/14 | Liga Europy             | 2Q    | Aalborg BK                 | 3–0 | 0–0    | 3–0         |
| 2013/14 | Liga Europy             | 3Q    | Hajduk Split               | 1–0 | 1–0    | 2–0         |
| 2013/14 | Liga Europy             | PO    | Rapid Wiedeń               | 0–3 | 0–1    | 0–4         |
| 2015/16 | Liga Mistrzów           | 2Q    | Partizan                   | 0–2 | 0–1    | 0–3         |
| 2016/17 | Liga Europy             | 1Q    | Szirak Giumri              | 1–0 | 0–1    | 1–1, k: 4–1 |
| 2021/22 | Liga Konferencji Europy | 1Q    | MŠK Žilina                 | 2–1 | 1–5    | 3–6         |
| 2022/23 | Liga Konferencji Europy | 1Q    | Kuopion Palloseura         | 0–0 | 0–2    | 0–2         |
| 2023/24 | Liga Konferencji Europy | 1Q    | DAC 1904 Dunajská Streda   | 2–0 | 1–2    | 3–2         |
| 2023/24 | Liga Konferencji Europy | 2Q    | Worskła Połtawa            | 3–1 | 1–2    | 4–3         |
| 2023/24 | Liga Konferencji Europy | 3Q    | APOEL                      | 0–2 | 0–1    | 0–3         |
| 2025/26 | Liga Konferencji        | 1Q    | Racing FC Union Luksemburg | 1–0 | 2–1    | 3–1         |
| 2025/26 | Liga Konferencji        | 2Q    | Riga FC                    | 3–3 | 1–2    | 4–5         |